# Gorgonia media
Gorgonia media är en korallart som först beskrevs av Addison Emery Verrill 1864.  Gorgonia media ingår i släktet Gorgonia och familjen Gorgoniidae. Inga underarter finns listade i Catalogue of Life.